# Elinor Dashwood
Pour les articles homonymes, voir Dashwood.
Elinor Dashwood est un personnage du roman Sense and Sensibility de la femme de lettres britannique Jane Austen, paru en 1811. Elle partage avec Marianne, de deux ans sa cadette, la fonction de protagoniste principal, puisque le roman raconte les aventures sentimentales parallèles des deux sœurs.
À 19 ans, Elinor, qui vient de perdre son père, prend en main son destin, celui de sa mère et de ses deux sœurs plus jeunes, montrant une grande maturité et une grande force de caractère, ce qui ne l'empêche pas d'avoir le cœur tendre. Mais, en aînée responsable et raisonnable, elle fait passer ses devoirs avant ses sentiments, cachant soigneusement ses peines de cœur. Préférée de sa créatrice, qui l'appelle affectueusement « mon Elinor », elle attire moins le lecteur moderne que la romanesque Marianne, dont la vivacité et l'émotivité correspondent plus à l'idée romantique qu'il se fait d'un personnage de roman.

## Biographie

### Portrait
Jane Austen présente son héroïne dès le premier chapitre, en précisant d'abord ses qualités intellectuelles : une intelligence solide (strength of understanding), un jugement posé (coolness of judgement) malgré son jeune âge. Viennent ensuite ses qualités de cœur : « son tempérament était affectueux et ses sentiments profonds » (her disposition was affectionate, and her feelings were strong), mais contrairement à sa mère et ses jeunes sœurs, elle sait comment les maîtriser (she know how to govern them).
Le portrait physique n'est donné qu'au chapitre X, lorsque Willoughby vient prendre des nouvelles de Marianne. Très sobre, il tient en une phrase : « Miss Dashwood avait le teint délicat, des traits réguliers et un physique remarquablement gracieux » (Miss Dashwood had a delicate complexion, regular features, and remarkably pretty figure). Marianne est plus grande et encore plus jolie, quoique de teint mat. 
Tout au long du roman les qualités intellectuelles et morales d'Elinor se montrent et sont mises à l'épreuve, tant dans ses relations avec sa famille proche, essentiellement sa mère et Marianne, qu'avec les personnes qu'elle est amenée à rencontrer.

### La responsable

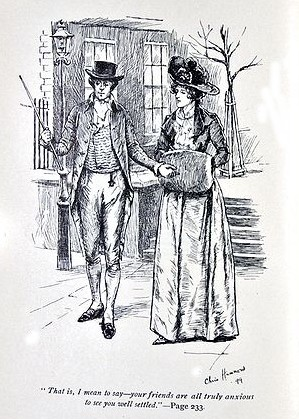
John Dashwood serait très satisfait de voir Elinor épouser le colonel Brandon (Chris Hammond 1899).

Depuis la mort de son père, Elinor, qui est parfaitement consciente des difficultés inhérentes à la brutale diminution de leurs revenus et leur relative pauvreté, assume auprès de sa mère un rôle de conseiller financier, et celle-ci a la sagesse de l'écouter. Elle l'a dissuadée, lorsqu'il devient nécessaire de quitter Norland, de louer au-dessus de leurs moyens, la convainc de vendre leur équipage dès que l'occasion se présente. C'est Elinor aussi qui décide du nombre de domestiques à garder à Barton Cottage : deux servantes et un valet.
Mrs Dashwood de toutes façons n'a pas un sens aigu des réalités financières, elle qui envisage de réorganiser le cottage « grâce aux économies réalisées sur un revenu annuel de cinq cents livres par une femme qui n'avait jamais économisé de sa vie ». 
C'est encore Elinor qui fait prendre conscience à sa sœur qu'il est impossible d'accepter la jument que veut lui offrir Willoughby, et pas seulement pour des raisons de bienséance et de morale, que Marianne rejette d'ailleurs avec vivacité car elle « connaît [Willoughby] bien davantage que toute autre personne au monde en dehors de [sa] mère » et de sa sœur, mais pour des raisons matérielles dont Marianne a beaucoup de mal à accepter le bien-fondé : l'entretien du cheval et la nécessité d'engager un autre valet (pour le soigner et accompagner Marianne dans ses promenades). C'est en faisant appel à son amour filial et à la nécessité de ne pas laisser leur mère se lancer dans des dépenses imprudentes qu'elle arrive à la convaincre.

### La sœur aînée
Le couple formé par Marianne et Elinor n'est pas sans rappeler celui que forment Jane et Elizabeth Bennet, mais ici l'action dramatique tourne autour des relations entre les deux sœurs et du parallélisme parfait de leurs aventures sentimentales. En effet, toutes deux tombent profondément amoureuses d'un homme qui a un autre engagement et une vie parallèle, toutes deux sont confrontées, au cours de leur séjour à Londres, à une situation très désagréable : pour Marianne c'est l'attitude de Willoughby au bal, pour Elinor, la visite inattendue d'Edward alors que Lucy Steele est avec elle. Elinor, lorsqu'elle y réfléchit, prend assez vite conscience de cette situation, tandis que Marianne ne découvre la profondeur des sentiments de sa sœur que quand celle-ci lui confie, une fois le secret dévoilé, ce qu'elle a dû souffrir, dans son magnifique discours du chapitre 37 : « J'ai enduré la peine d'un attachement sans profiter de ses avantages » (« I have suffered the punishment of an attachement, without enjoing its advantages »).
Mais elle a une conscience aiguë de ses devoirs à l'égard de sa famille, comme elle l'explique à Marianne qui, stupéfaite d'apprendre qu'elle connaissait depuis des mois les fiançailles d'Edward et de Lucy, l'accuse de tiédeur : « Je n'aimais pas que lui et j'étais heureuse d'épargner le spectacle de mes souffrances à ceux dont le bonheur m'est cher ». C'est « le sentiment qu[elle] faisai[t] [s]on devoir » qui lui a permis de maîtriser sa souffrance et de faire face, au lieu de « hurler de douleur » (« scream with agony ») comme l'a fait égoïstement Marianne en recevant la « lettre de rupture » de Willoughby.

### L'amie et la confidente

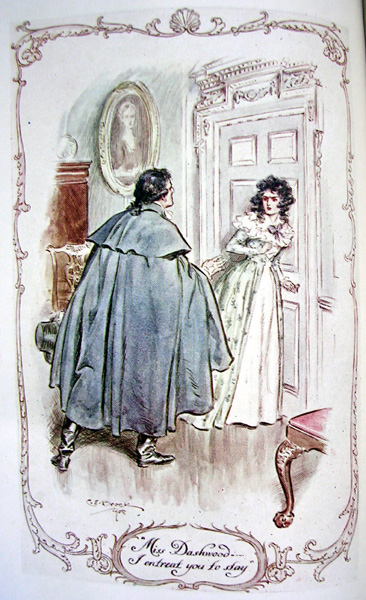
Willoughby vient se justifier.(C. E. Brock (1908).

Elinor est, à son corps défendant, prise pour confidente et dépositaire de secrets. 

#### Les révélations de Lucy
Ce  sont d'abord les confidences soigneusement distillées que lui fait Lucy Steele, qui a dû comprendre, par les conversations ou la correspondance d'Edward Ferrars, le danger que représente Elinor pour elle. Sous couvert d'amitié, et sous le sceau du secret, elle lui confie ses fiançailles secrètes et ses rêves d'avenir, comptant profiter de ses liens familiaux pour se faire bien voir de Fanny Dashwood et se rapprocher des Ferrars. Les conditions des révélations de Lucy obligent Elinor à les cacher à Marianne, qui est pourtant sa confidente naturelle, la mettant dans une position difficile et la privant d'un soutien affectif.
Le quiproquo initial (Elinor pense qu'elle parle de Robert Ferrars avant de réaliser qu'elle parle d'Edward) se retrouve à la fin du roman, inversé (Elinor, lorsqu'elle apprend qu'elle est mariée à Mr Ferrars, est persuadée qu'elle a épousé Edward).

#### Les confidences du colonel Brandon
Elinor est la seule à vraiment apprécier Brandon, il est aussi le seul dans la société de Barton Park qui a une culture et une conversation correspondant à ce qu'elle aime. Elle est aussi la seule à qui il peut confier ses sentiments pour Marianne, puis ce qu'il sait de Willoughby et la triste histoire des deux Eliza. Cependant leurs relations amicales entraînent un certain nombre de quiproquos. Ainsi John Dashwood est persuadé, malgré les dénégations d'Elinor, qu'il est prêt à l'épouser.

#### La confession de Willoughby
Elinor est d'abord choquée par la venue de Willoughby à Cleveland lorsqu'il a appris la maladie de Marianne, et peu désireuse d'entendre ses explications. Mais elle se surprend à écouter avec compassion et à plaindre « ce pauvre Willoughby », dont la confession sincère la touche beaucoup trop, ce qui montre combien les héroïnes austeniennes, même sensées et rationnelles, sont à la merci de ce type d'homme, enjôleur et manipulateur, un danger pour les jeunes filles que leur éducation ne prépare pas à résister aux sollicitations des libertins. Elle videra ces confidences de toute charge émotionnelle lorsqu'elle les transmettra à Marianne.

### L'amoureuse raisonnable

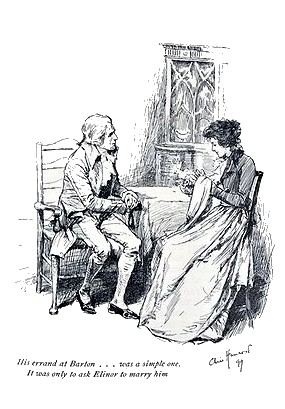
Edward est venu demander à Elinor de l'épouser (Chris Hammond 1899)

Elinor, parce qu'elle est consciente de sa situation de jeune fille pauvre de la gentry, refuse de céder à la sensibilité et analyse avec beaucoup de rigueur les sentiments que lui inspire Edward à Norland : elle a une très haute opinion de lui, l'estime  grandement et l'aime bien (I think very highly of him — I greatly esteem, I like him) mais ne veut pas rêver à quelque chose d'irréalisable, puisqu'il ne se déclare pas et qu'il n'est pas indépendant financièrement.
Mais au fur et à mesure que se déroule le récit, son calme et sa maitrise de soi sont mis à rude épreuve, en particulier par Lucy Steele, intelligente manipulatrice qui la réduit très adroitement au silence par ses confidences calculées et subtilement cruelles.

## Traitement littéraire
Dans l'esprit de Jane Austen, Elinor est certainement le personnage principal, car c'est elle qui ouvre et clôt le roman, et toute l'histoire de Marianne est incluse dans celle d'Elinor. L'histoire parvient au lecteur par Elinor, dont la réflexion se confond souvent avec la voix narrative, ce qui n'est le cas pour aucun autre personnage. Le lecteur ne sait, à propos de Marianne, que ce qu'Elinor elle-même sait et elle est, pour Marianne, un exemple, un professeur, un conseiller. En outre, le lecteur connaît Willoughby et Brandon à travers les confidences qu'ils font à la seule Elinor, et l'interprétation que fait celle-ci de leur attitude, de leurs expressions ou de leur regard.

### Une intellectuelle
De tempérament plutôt gai, comme Elizabeth Bennet, elle n'est cependant pas spirituelle comme elle, bien qu'elle soit, elle aussi, une excellente observatrice. Il est significatif que son passe-temps favori soit le dessin, pour lequel elle est particulièrement douée, un art qui réclame de la rigueur, alors que Marianne est une musicienne.
Elinor est une intellectuelle, comme Jane Austen elle-même, prenant plaisir à analyser les comportements des individus, et, en ce qui la concerne, cherchant toujours à comprendre, puis à se déterminer à penser et agir en accord avec la raison. Son raisonnement est toujours logique et son argumentation rigoureuse. Elle a un esprit philosophique qui se livre au plaisir intellectuel de manipuler les idées, mais toujours dans un but pratique, comme on le voit dans le raisonnement qu'elle tient à Marianne pour lui expliquer pourquoi elle n'aurait pas pu être vraiment heureuse avec Willoughby. Cet esprit cartésien n'est pas froid, seulement extrêmement lucide.

### Un modèle
Jane Austen, en bonne autrice de Conduct Novel, incite ses lecteurs à se méfier des sentiments exacerbés comme ceux qu'ont éprouvés Marianne et les deux Eliza en enchâssant l'histoire de leurs amours malheureuses dans celle nettement moins émotionnellement séduisante pour eux d'Elinor et d'Edward, à reconnaître la valeur de la réserve d'Elinor. Elle ne veut pas qu'on s'identifie à Marianne, mais qu'on admire les efforts d'Elinor pour dominer et maitriser ses émotions, comme le fait finalement Marianne, bien décidée à imiter le sage comportement de sa sœur aînée.

## Elinor à l'écran
Sense and Sensibility a fait l'objet de plusieurs adaptations, mais moins nombreuses que d'autres romans de Jane Austen. Ainsi, Elinor Dashwood est interprétée par :
- 1971 : Joanna David (dans la première série de la BBC)
- 1981 : Irene Richard  (dans la deuxième série de la BBC) réalisée par Rodney Bennett.
- 1995 : Emma Thompson dans le film  réalisé par Ang Lee.
- 2000 : Tabu  dans le film indien Kandukondain Kandukondain, une transposition proximisante, où l'héroïne s'appelle Sowmya.
- 2008 : Hattie Morahan dans Raison et Sentiments, mini-série en trois épisodes de John Alexander pour  BBC One.